# Штег (Ліхтенштейн)
Штег — село в Ліхтенштейні. Розташоване в муніципалітеті Трізенберг. Розташоване в центральній частині країни. Ділиться на Грос-Штег та Клайн-Штег.

## Галерея

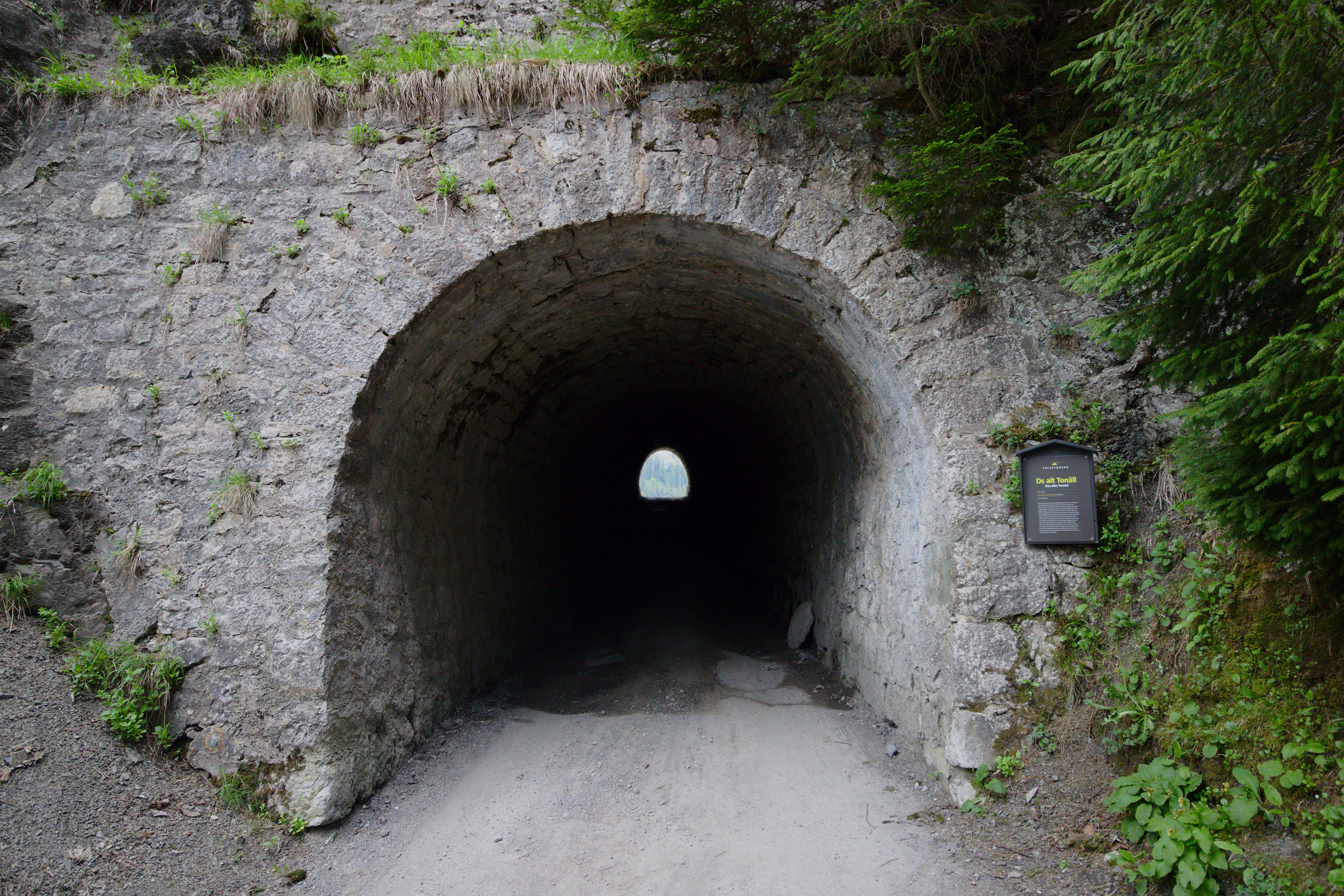
Старий тунель Штег – Гналп
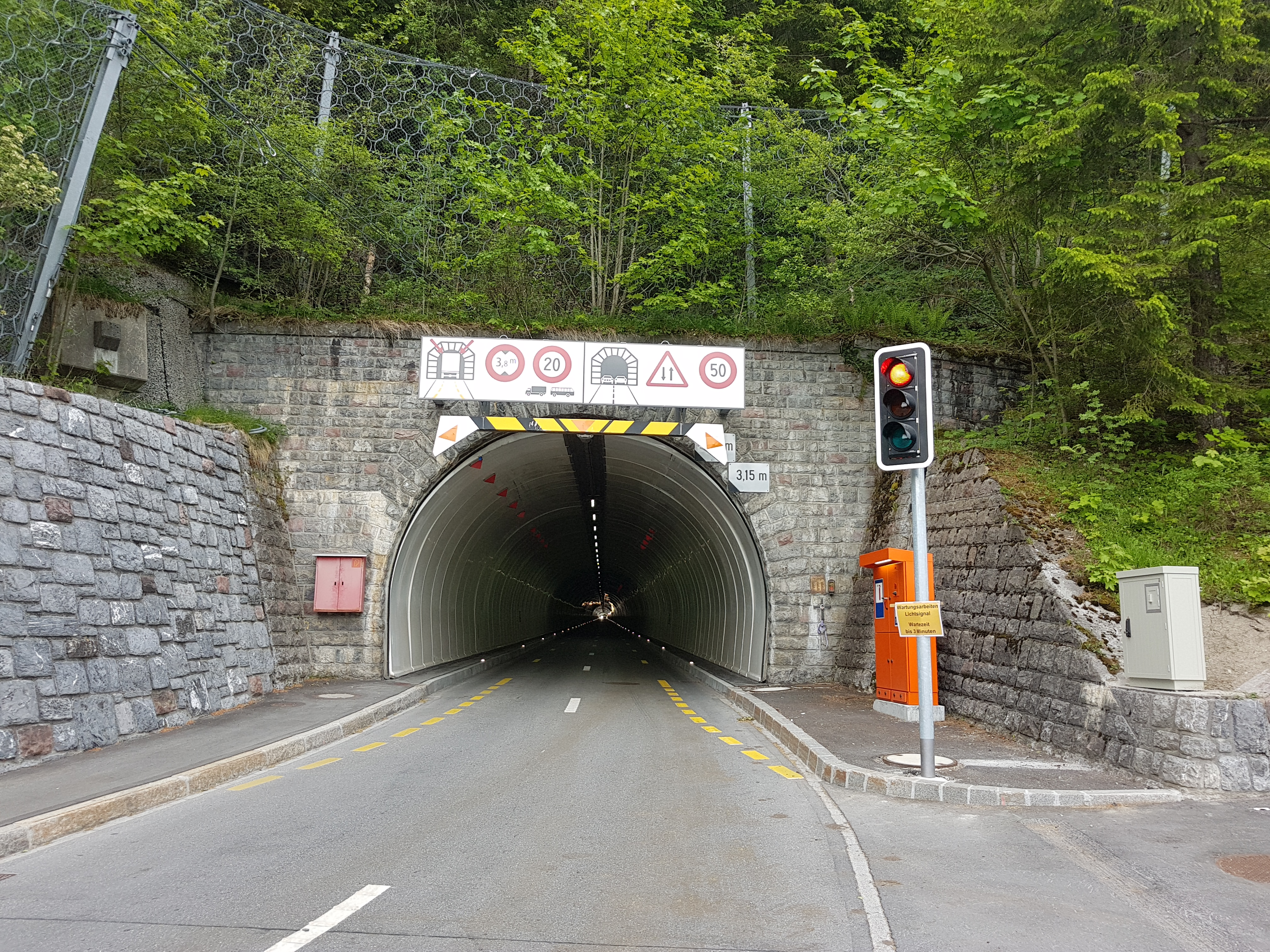
Новий тунель Штег – Гналп
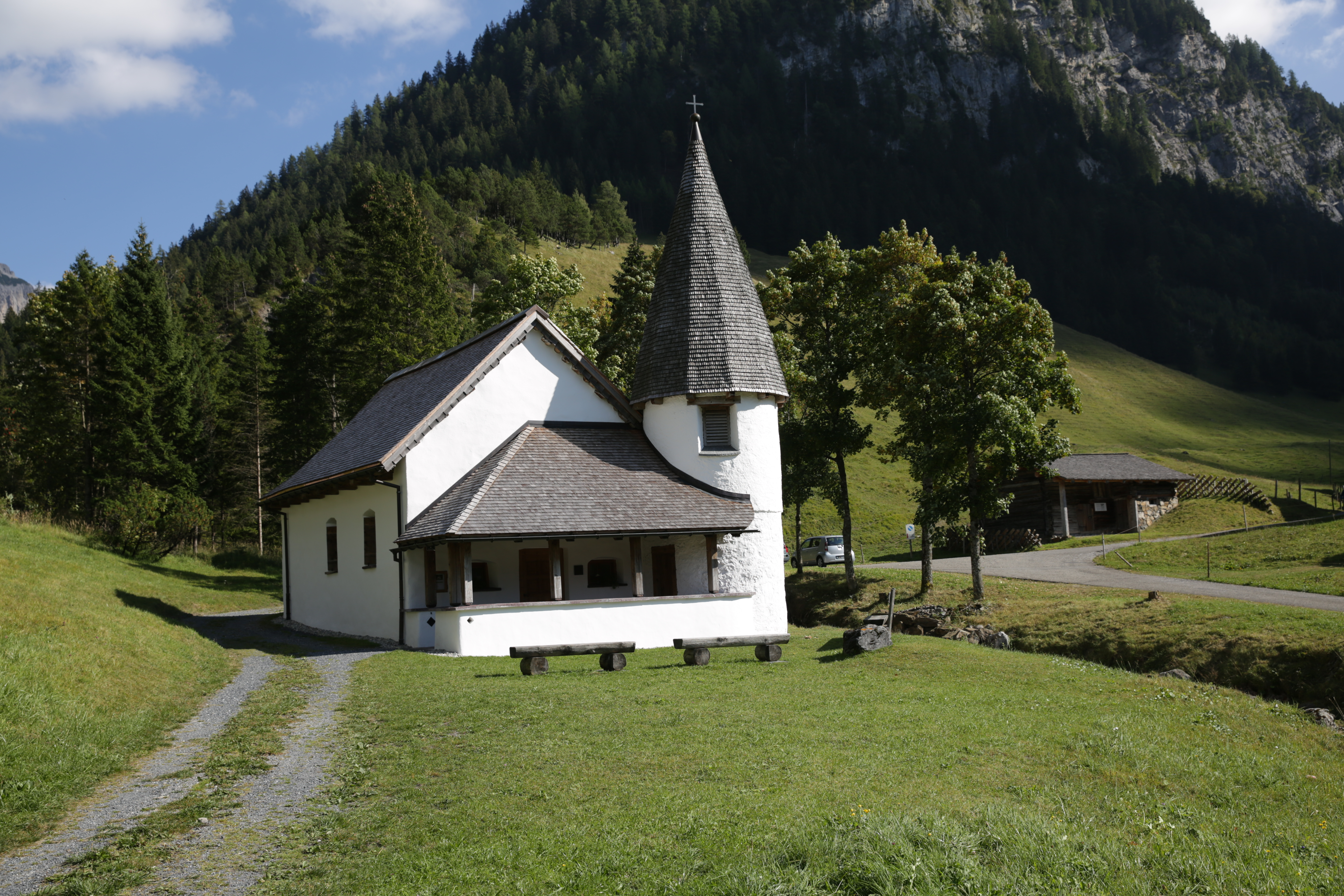
Каплиця св. Венделіна й св. Мартіна

| Ліхтенштейн | Це незавершена стаття з географії Ліхтенштейну. Ви можете допомогти проєкту, виправивши або дописавши її. |